# Croix de cimetière de Puellemontier
La croix de cimetière de Puellemontier est une croix de cimetière en pierre datée du XVe siècle, située à Puellemontier, en France. Elle est classée monument historique depuis 1909.

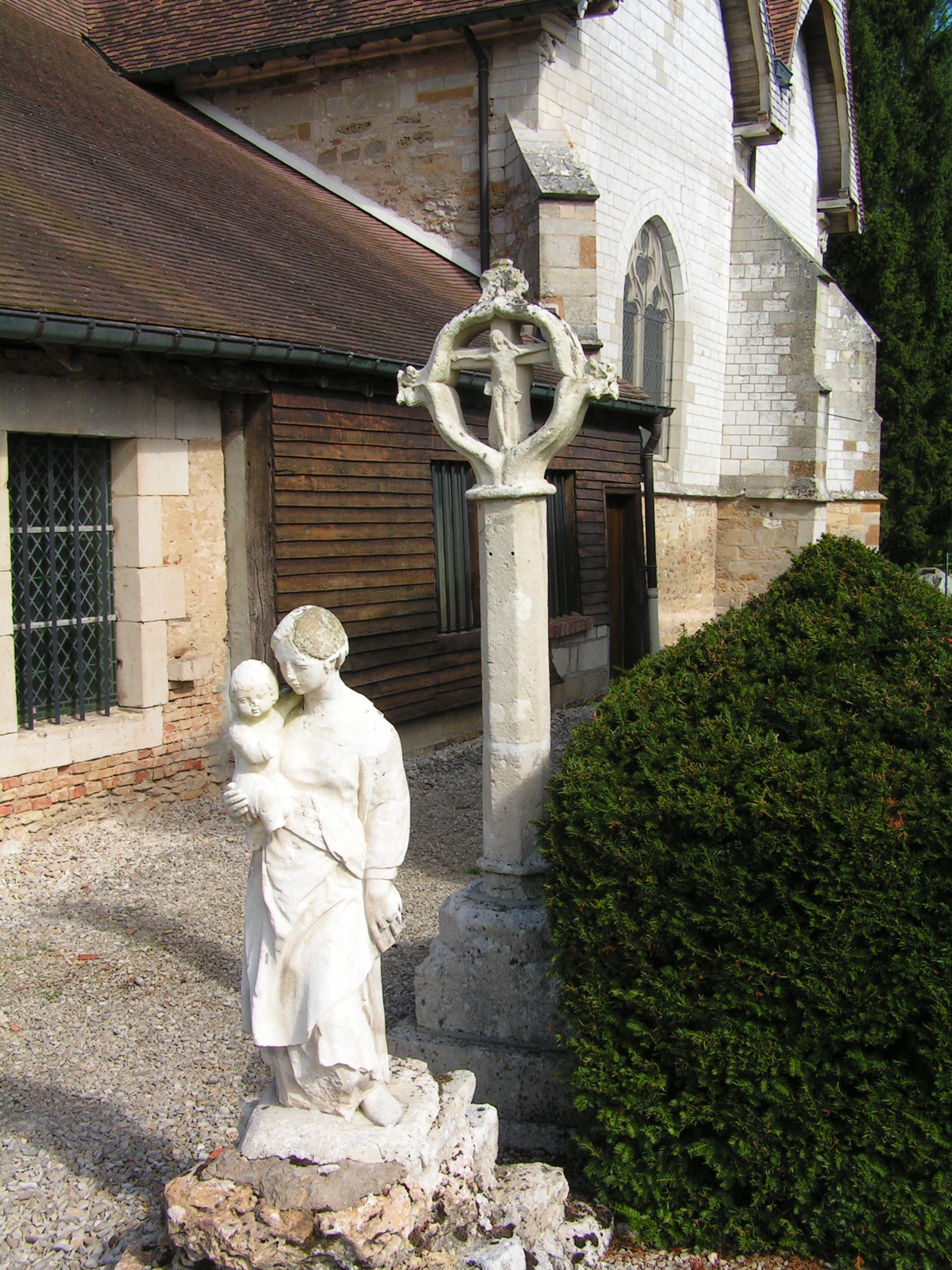
Autre vue.